# 喻红秋
喻红秋（1960年10月27日—），女，汉族，山东莱州人，中华人民共和国政治人物。吉林大学经济系政治经济学专业毕业，在职研究生学历，经济学硕士学位。

## 生平
喻红秋1978年9月进入吉林大学经济系政治经济学专业学习。1982年8月毕业参加工作，在中国工运学院任教，1983年4月起任中华全国总工会机关团委干部、书记。1984年11月加入中国共产党。1990年7月，任中国石油化学工会全国委员会办公室副主任。1992年11月起，任中华全国总工会事业发展部副处级干部，经贸处、事业管理处处长。期间，她自1996年8月至1997年12月参加吉林大学经管学院政治经济学专业研究生班。2000年6月任事业发展部副部长，2004年4月任部长。2006年9月，任资产监督管理部部长。2008年10月17日，中国工会十五大在北京开幕，大会选举她出任主席团委员。
2010年10月，来到贵州工作，任中共贵阳市委副书记。2011年2月，任中共遵义市委书记。2012年4月，任中共贵州省委常委，7月兼任贵州省委宣传部长，晋升副部级。2013年10月，当选为中华全国妇女联合会第十一届副主席、书记处书记。11月，不再担任贵州省委常委、宣传部长职务。
2015年3月，调任中央纪委驻中央组织部纪检组组长。2018年7月，任中共河南省委副书记、政法委书记。2019年11月，出任中华全国供销合作总社党组副书记、理事会主任。2021年1月，增补为中央纪委副书记。2021年2月28日，被任命为国家监察委员会副主任。